# Guilde du Livre
La Guilde du Livre est une maison d'édition et un club de livres suisses créés en 1936 à Lausanne par Albert Mermoud. Premier club de livres de langue française, la Guilde du Livre, société sans capital et sans but lucratif, vend ses ouvrages par correspondance, sur abonnement, jusqu'à sa disparition en 1978.

## Histoire

### Le club, lebulletinet le manifeste de mars 1936
La Guilde du Livre est créée en 1936 par Albert Mermoud, licencié en droit et en sciences économiques de l'Université de Lausanne, qui rentre en Suisse après avoir travaillé comme directeur commercial à Angers, emploi qui lui a permis d’acquérir une formation dans l’impression, le papier et le brochage,. En octobre 1935, il avait contacté Charles-Ferdinand Ramuz, dont le roman Derborence deviendra le premier ouvrage publié par la Guilde. En mars 1936, Mermoud envoie le premier Bulletin de la Guilde du Livre à 10 000 personnes susceptibles d’être intéressées par son club. Le bulletin contient un manifeste, dans lequel Mermoud dit son amour du livre, présente sa vision du métier d’éditeur et pose les jalons du fonctionnement de la future Guilde : promotion et démocratisation du livre, apolitique et aconfessionnel. La Guilde est présentée comme « une communauté du livre, une grande famille groupant lecteurs et auteurs dans un même effort d’expansion culturelle et dans un même amour de la belle édition ». Le système se fonde sur un abonnement qui implique une cotisation mensuelle donnant droit à un volume relié tous les trois mois et au bulletin mensuel. Les livres sont vendus au coût de revient, tout bénéfice étant reversé aux membres. Les premières publications annoncées concernent des auteurs contemporains ainsi que des rééditions de classiques de la littérature.
En une semaine, Mermoud reçoit entre 1 000 et 1 500 inscriptions. À la fin de 1937, la Guilde réunit 3 885 membres ; en 1944, elle en compte 25 000 puis 10 000 en 1957.
Le bulletin, d'une vingtaine de pages, présente le catalogue, des extraits des livres à paraître et des informations littéraires et culturelles. il sera distribué en Suisse, mais aussi à l'étranger (France, Portugal, Belgique et Canada).

### Collections
La Guilde compte diverses collections : la série ordinaire, reliée pleine toile, consacrée aux romans, aux livres d’art, aux albums de photographies et aux albums de photos pour enfants, ainsi que les collections « Gai Savoir », « Témoignages », « Collection classique » et « La Petite ourse », réservée à des textes courts et représentatifs de grands écrivains contemporains,.

#### Romans et nouvelles
En 1944, la Guilde du Livre publie en primeur Gigi et autres nouvelles de Colette et le premier roman de Gilbert Cesbron, Les innocents de Paris.
La Guilde du Livre publie des ouvrages d'auteurs comme Jean-Paul Sartre, Thomas Mann, Ernest Hemingway, Alberto Moravia, Léon Tolstoï, Henry Miller, Corinna Bille, Blaise Cendrars ou Jacques Mercanton. Elle publie Nuage dans la main, d’Alice Rivaz, Diego de Charles-François Landry, Notre terre et ses gens de Charles-Albert Cingria (illustré par Géa Augsbourg) et des œuvres de Catherine Colomb, de Monique Saint-Hélier et de Cilette Ofaire.

#### Albums de photos et d'art
La Guilde du Livre se fait notamment connaître dès 1941 grâce à ses albums de photographies héliogravés, de grande qualité. Le premier de la collection est Chartres, qui présente des photos de Maurice Blanc, accompagnées d’extraits de La Cathédrale de Joris-Karl Huysmans. Paris des rêves, édité en 1950, réunissant des photos du photographe lituanien Izis associées à des textes d'auteurs comme Paul Éluard, Blaise Cendrars, Jean Cocteau, Jacques Audiberti ou André Breton, reste un des plus gros succès de l’édition photographique francophone. Il est réédité une quinzaine de fois, à 120 000 exemplaires au total. Quatre autres albums naîtront de la collaboration entre Albert Mermoud et Izis : Grand Bal du Printemps en 1951 et Charmes de Londres en 1952 (avec Jacques Prévert), Paradis Terrestre en 1953 (avec Colette), et Israël en 1955 (avec André Malraux),. Entre 1941 et 1950, sortent ainsi sept albums de photographie. Par la suite, quatre paraissent en 1951, cinq en 1952, trois en 1953, puis huit par an entre 1954 et 1956, de photographes comme Robert Doisneau, Paul Strand, Gotthard Schuh, Fulvio Roiter, Pierre Verger ou Henriette Grindat,. La collection « Album » présente également des livres d'arts comme La Sculpture grecque classique (1942), Trésors de l’art florentin (1944), L’Art au siècle d’Auguste (1948) ou Les Maîtres du Quattrocento (1949).

#### Albums pour enfants
La Guilde publie en outre des albums de photographies pour enfants : ouvrages éducatifs, documentaires animaliers scénarisés, livres d’aventures, parmi lesquels Bim le petit âne, adapté du film homonyme, Le Secret des deux plumes (1956) d’Ivo Duka et Helena Kolda (traduction française d’un livre américain), quatre épisodes de la série des Histoires d’Amadou, écrite par Alexis Peiry et illustrée par des photos de Suzi Pilet, 1, 2, 3, 4, 5 Compter en s’amusant de Robert Doisneau (1955) et cinq livres d'Ylla : 85 Chats (1952), Le Petit Éléphant (1955), Mères et petits (1958), Animaux des Indes (1958) et Deux Petits Ours (1954), qui deviendra le plus grand succès commercial de la Guilde après Paris des rêves.

### La galerie d'art
En 1937, Albert Mermoud ouvre à Lausanne la galerie d’art de la Guilde, qui expose des toiles d'artistes tels que Picasso, Vlaminck, Renoir, Matisse, René Auberjonois et Félix Vallotton, ainsi que des photographies, comme celles de Maurice Blanc, exposées à l'occasion de la publication de l'album Chartres en 1941.

### Disparition de la Guilde
Jusqu'en 1978, la Guilde du Livre publiera ainsi plus de mille ouvrages. Victime de la concurrence, de la chute du franc français et de l'augmentation des tarifs postaux (à la fin des années 1960, le bulletin n’est plus considéré par la poste comme un journal, mais comme un catalogue de ventes par correspondance, dont les frais de port sont six fois plus élevés), la Guilde du Livre est vendue à France Loisirs le 31 janvier 1978.